# Dialectica soffneri
Dialectica soffneri is een vlinder uit de familie mineermotten (Gracillariidae). De wetenschappelijke naam is voor het eerst geldig gepubliceerd in 1965 door Gregor & Povolny.
De soort komt voor in Europa.